# Тимуровская улица (Санкт-Петербург)
Тиму́ровская улица — улица в Калининском районе Санкт-Петербурга. Проходит от улицы Демьяна Бедного до улицы Ушинского. Протяжённость — 1490 м.

## История

Последовательность панорам Тимуровской улицы с номерами домов

Улица получила название 2 октября 1970 года в честь тимуровского движения.
В проекте имела другое название — улица Романтиков.

## Здания и сооружения
Чётная сторона:
- дом 8, корпус 2 — школа № 119

Нечётная сторона:
- дом 15, корпус 2 — ГБОУ Лицей № 144, начальная школа
- дом 17, корпус 1 — поликлиника № 96, поликлиническое отделение № 90
- дом 17, корпус 2 — детская поликлиника № 29, поликлиническое отделение № 61.

## Транспорт
- Станция метро: «Гражданский Проспект»
- Автобусы: 93, 193, 208[2]

## Пересекает следующие улицы и проспекты
С запада на восток:
- улица Демьяна Бедного
- улица Ольги Форш
- Светлановский проспект
- улица Брянцева
- улица Ушинского